# Heteroscyphus mononuculus
Heteroscyphus mononuculus là một loài Rêu trong họ Geocalycaceae. Loài này được J.J. Engel mô tả khoa học đầu tiên năm 2001.